# Nancy Lenehan
Nancy Lenehan, född 26 april 26 1953 i Long Island, New York, är en amerikansk skådespelare.
Lenehan har bland annat medverkat i filmerna Catch Me If You Can, A Better Life och Night Swim.

## Filmografi (i urval)
- 2002 – Catch Me If You Can
- 2011 – A Better Life
- 2024 – Night Swim